# Maigret und die schrecklichen Kinder
Maigret und die schrecklichen Kinder (französisch: Maigret à l’école) ist ein Kriminalroman des belgischen Schriftstellers Georges Simenon. Er ist der 44. Roman einer Reihe von insgesamt 75 Romanen und 28 Erzählungen um den Kriminalkommissar Maigret. Der Roman entstand vom 1. bis 8. Dezember 1953 in Lakeville, Connecticut, und wurde vom 14. Februar bis 21. März des Folgejahres in sechs Ausgaben der Wochenzeitschrift Le Moustique veröffentlicht. Die Buchausgabe erschien am 13. März 1954 beim Pariser Verlag Presses de la Cité. 1955 publizierte Kiepenheuer & Witsch die erste deutsche Übersetzung von Paul Celan. Nachdem auch der Diogenes Verlag 1987 zuerst Celans Übersetzung übernommen hatte, brachte er im Jahr 2009 unter unverändertem Titel eine Neuübersetzung von Hainer Kober heraus. Der Kampa Verlag veröffentlicht unter dem Titel Maigret in der Schule eine neue Übersetzung von Elisabeth Edl und Wolfgang Matz, zunächst 2020 als Hörbuch, gelesen von Walter Kreye.
Nach dem Tod einer alten Frau in Saint-André-sur-Mer an der westfranzösischen Atlantikküste fällt der Verdacht rasch auf den Lehrer des Dorfes, einen Fremden aus Paris. Dieser wendet sich verzweifelt an Kommissar Maigret, der sich bereiterklärt, in das Département Charente-Maritime zu reisen, wo er sich in ein dörfliches Klima versetzt findet, das ihn an seine eigene Jugend erinnert. Besonders die Aussagen der Schulkinder des Dorfes sind es, die ihren Lehrer schwer belasten.

## Inhalt
Es ist der erste warme Frühlingstag in Paris, als ein Mann den Quai des Orfèvres aufsucht und Kommissar Maigret um Hilfe bittet. Joseph Gastin ist Dorfschullehrer in Saint-André-sur-Mer bei La Rochelle. Ursprünglich aus Paris stammend wurde er von der Dorfgemeinschaft, die sich vor allem aus Bauern und Austernfischern zusammensetzt, nie völlig akzeptiert. Als vor einigen Tagen Léonie Birard, die 66-jährige ehemalige Posthalterin des Dorfes, erschossen wurde, richtete sich der Verdacht sogleich auf den ungeliebten Fremden. Die Tatwaffe war ein Kleinkalibergewehr, wie fast alle Jungen des Dorfes eines besitzen, so auch Gastins 13-jähriger Sohn Jean-Paul. Durch einige unbedachte Aussagen schürte Gastin, der zur Tatzeit das Schulgebäude verlassen hatte, um als Gemeindesekretär eine Bescheinigung auszustellen, den Verdacht gegen sich. Schließlich stand er nach der Aussage Marcel Selliers, eines seiner Schüler, der ihn im Schuppen gesehen haben will, in dem später Jean-Pauls Gewehr aufgefunden wurde, kurz vor der Verhaftung und floh verzweifelt nach Paris, wo er sich vom berühmten Kommissar Maigret Hilfe erhofft.

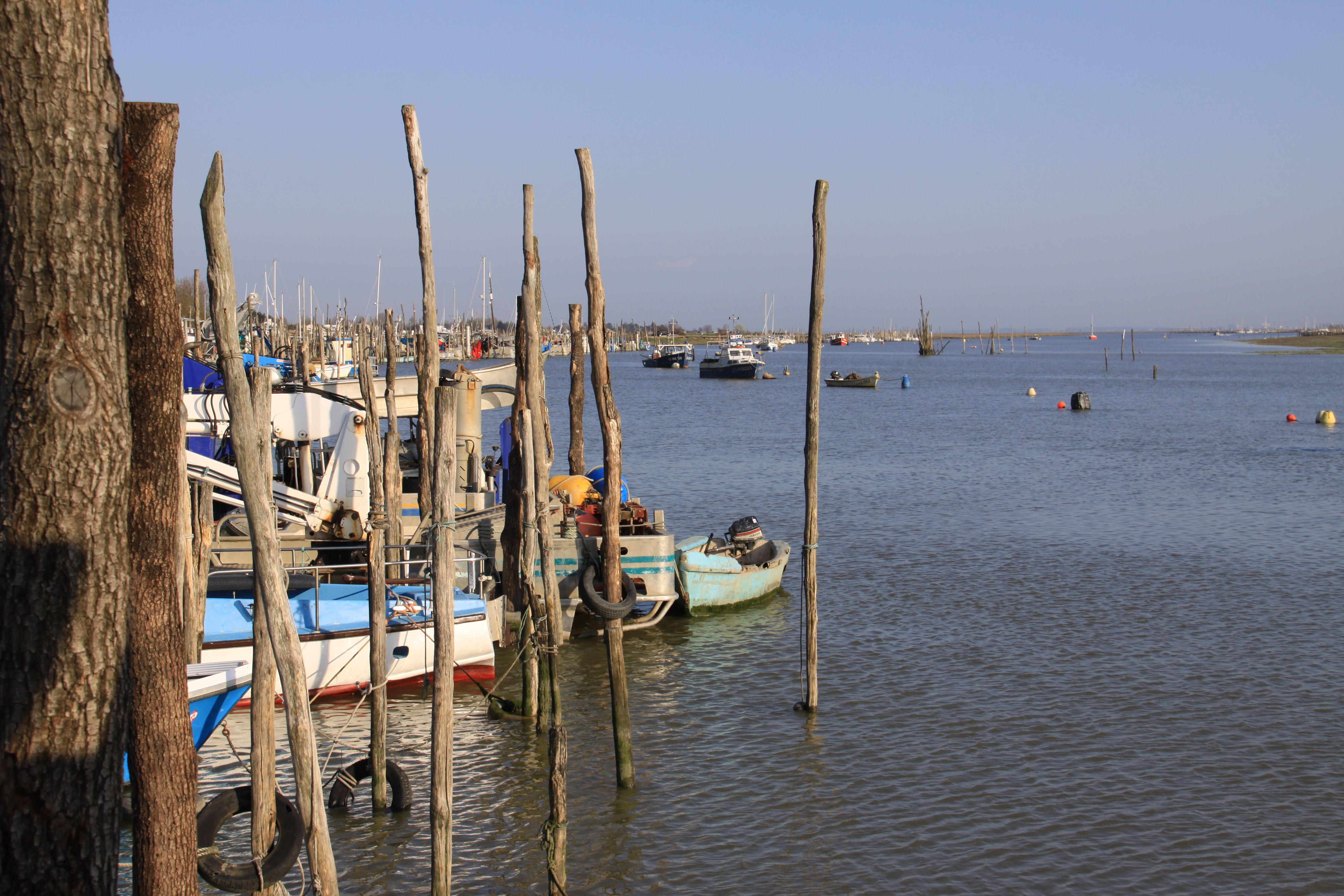
Hafen des nahegelegenen L’Aiguillon-sur-Mer

Es ist vor allem die Frühlingsstimmung gepaart mit Lust auf atlantische Austern mit Weißwein, die Maigret veranlasst, einige Tage Urlaub zu nehmen und seinen Besucher nach Saint-André zu begleiten, wo dieser noch am Bahnhof von Gendarmerieleutnant Daniélou verhaftet wird. Schnell erfährt Maigret durch den Dorfklatsch ein dunkles Geheimnis: Gastins Frau Germaine, ebenfalls eine Lehrerin, hatte in Courbevoie eine Affäre mit einem verheirateten Gemeinderat, woraufhin sie von dessen Frau angeschossen wurde und wegen des Skandals mit ihrem Mann den Ort verlassen musste. Die alte Léonie, durch ihre Tätigkeit als Posthalterin immer besonders gut informiert, wusste um die Vergangenheit der Gastins und überschüttete sie wiederholt mit unflätigen Beleidigungen, was im Dorf als ausreichendes Tatmotiv für den Mord angesehen wird.
Tatsächlich gibt es jedoch kaum einen Dorfbewohner, der mit der verschrobenen Toten nicht in Streit lebte, so auch Julien Sellier, der örtliche Feldhüter sowie Ehemann von Léonies Nichte und Alleinerbin. Als Zeuge für den Schuss drängt sich Théo Coumar auf, der ständig besoffene zweite Bürgermeister, der insgeheim die Fäden im Ort zieht. Viele andere Dorfbewohner, vom dicken Wirt Paumelle und dem einarmigen Briefträger Cornu bis zu den Schulkindern wie dem gemiedenen Lehrerkind Jean-Paul oder dem dicken Ministranten Marcel sind charakteristische Typen, die Maigret an seine eigene Jugend erinnern, als er als Sohn des Schlossverwalters von Saint-Fiacre in einer ganz ähnlichen dörflichen Atmosphäre aufwuchs.
Durch Jean-Paul kommt schließlich heraus, dass Marcel gelogen hat und den Lehrer von seinem Platz am Fenster gar nicht hatte sehen können. Stattdessen beobachtete er seinen Freund Joseph Rateau, der seit einem Unfall vor vier Wochen mit einem Gipsbein das elterliche Haus hüten muss. In Wahrheit ist Joseph längst gesundet und markiert den Kranken, um die Versicherungsprämie einzuheimsen, mit der sein Vater, der örtliche Schlachter, sich einen besseren Lieferwagen zuzulegen gedenkt. Léonie wusste um die ausgeheilte Verletzung des Jungen, die er sich zugezogen hatte, als er ihr einen Streich spielen wollte, und drohte, den Versicherungsbetrug auffliegen zu lassen. Joseph gesteht, dass er auf sie geschossen habe, um sie zu erschrecken, doch sei der Schluss so unglücklich in ihr Auge eingedrungen, dass sie auf der Stelle verstarb.
Maigret glaubt der Aussage des Jungen kein Wort. Ebenso wie Marcel für seinen Freund log, versucht dieser nun seinen Vater Marcellin zu decken. In Wahrheit ist es der Schlachter selbst, der in einem Anfall von Jähzorn die provozierende alte Frau mit der Waffe seines Sohnes erschoss. Da er jedoch völlig unfähig ist, schon auf kürzeste Entfernung zu zielen, erwartet ihn keine Mordanklage, und im Gegensatz zum Lehrer Gastin wird das ganze Dorf für den beliebten Schlachter aussagen. Maigret überlässt den Täter, der sich nach seinem Geständnis vor seinen Freunden zu brüsten beginnt, Leutnant Daniélou und reist noch in der Nacht ab, voller Vorfreude, Paris und seine Frau wiederzusehen.

## Interpretation

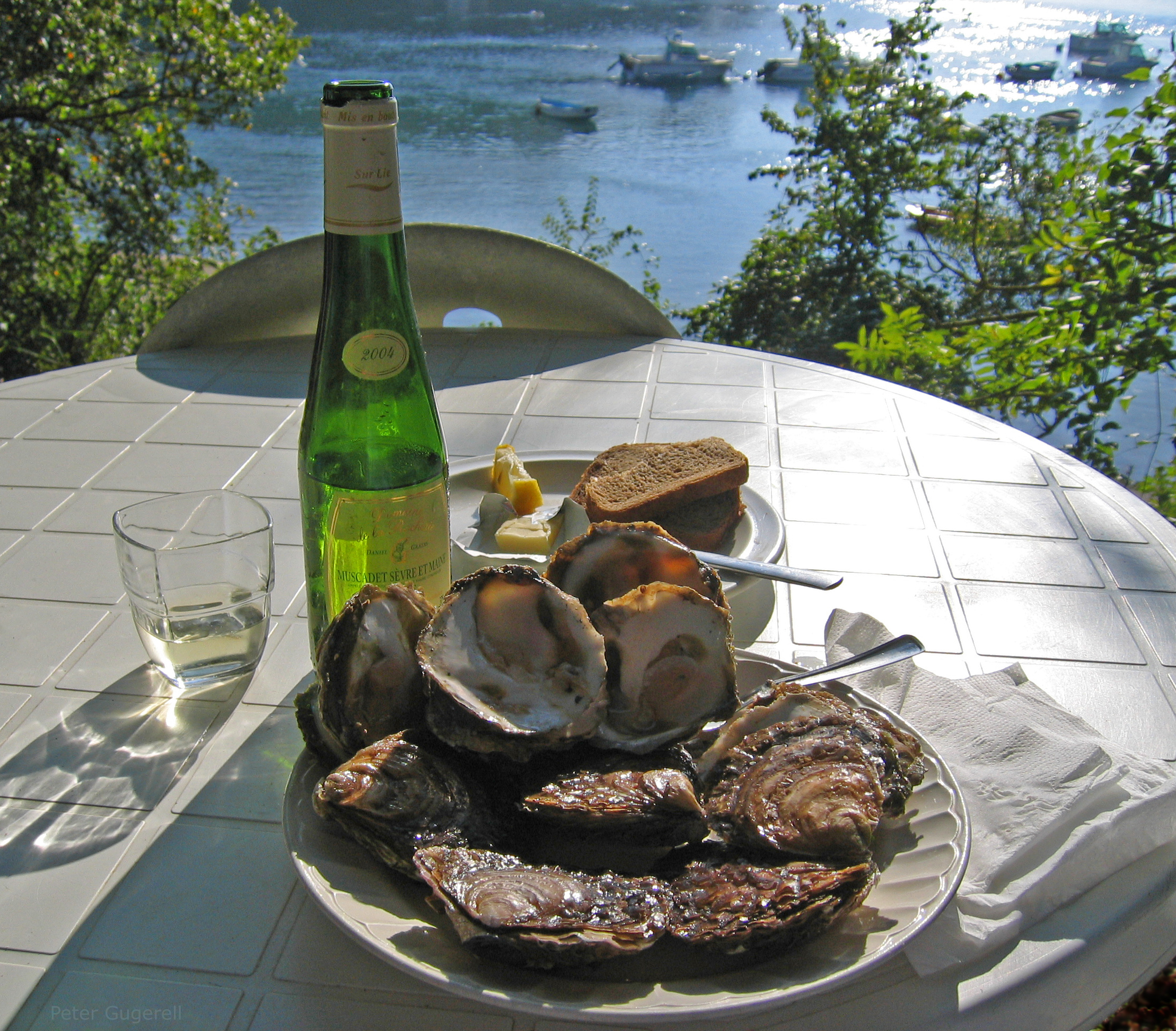
Austern und Weißwein bilden ein Leitmotiv des Romans

Laut Stanley G. Eskin bekommt es Kommissar Maigret in Maigret und die schrecklichen Kinder „mit der drohenden Ungerechtigkeit einer Sippe gegenüber einem fremden, argwöhnisch betrachteten Lehrer zu tun.“ Ganz selbstverständlich wird der aus Paris stammende Gastin für die Dorfbewohner von Saint-André-sur-Mer zum designierten Schuldigen. Tilman Spreckelsen führt aus: „Da soll ein offensichtlich Unschuldiger ins Gefängnis, nur weil man ihn im Dorf als Zugezogenen nicht mag“. Zur allgemeinen Fremdenfeindlichkeit gesellt sich die unglückselige Affäre seiner Frau, die längst für keinen Dörfler mehr ein Geheimnis ist. Für Murielle Wenger liegt der rachsüchtige Geist des Mordopfers über dem Dorf, die als Posthalterin alle kleinen Geheimnisse der Einwohner kannte. Auch nach ihrem Tod ist ihre Präsenz weiter spürbar, und der Kommissar sucht in den Zügen ihrer jungen Nachfolgerin nach dem Wesen der alten Léonie.
Es dauert eine Weile, ehe sich der Kommissar in die kleine, abgeschottete Welt des Dorfes einfindet. Dies gelingt durch die Verbindung seiner charakteristischen Empathie mit Erinnerungen an die eigene Kindheit, die ihm den Ablauf des Dorflebens und das kindliche Wesen seiner Hauptzeugen näherbringen. Zu Beginn zeigt sich Maigret befremdet von der Welt der Kinder, ihren Gedankengängen und ihrer eigenwilligen Wahrnehmung der Realität. Erst seine eigene Erfahrungen als Sohn eines Gutsverwalters lassen ihn die Einsamkeit des aus der Klassengemeinschaft ausgestoßenen Lehrersohns Jean-Paul nachvollziehen. Am Ende sind es für Tilman Spreckelsen „diese beängstigend ruhigen, klugen Kinder“, die „aus Solidarität mit den Eltern, aber aus eigenem Recht die Dinge in staunenswerter Konsequenz in die Hand nehmen.“ Und er ist überzeugt, dass der kinderlose Kommissar nach Abschluss des Falles einen anderen Blick auf den Nachwuchs gewonnen hat.
Zum Leitmotiv des Romans wird Maigrets Appetit auf Austern und Weißwein, der den Kommissar zu Beginn – wesentlich mehr als jede Generosität gegenüber dem hilfesuchenden Lehrer – überhaupt erst verlockt, nach Saint-André zu reisen. Doch bald stellt sich heraus, dass Nipptide herrscht, was Maigret um den Genuss frischer Austern bringt. Sogar die Lust aufs Trinken vergeht dem sonst stets dem Alkohol zugeneigten Kommissar am Ende, als er so viele betrunkene Dorfbewohner samt dem abgefüllten Täter erleben muss, dass es ihm vor Alkohol zu grausen beginnt. Häufig verspürt Maigret nach dem Abschluss eines Falles und der Aufdeckung der verborgenen Geheimnisse eine Form von Ekel und Abscheu, die dieses Mal auch von seinen unerfüllten Gelüsten und der verdorbenen Urlaubsstimmung rührt. Seine überstürzte Abreise wirkt jedenfalls wie eine Flucht, und schon am Bahnhof besorgt er sich Zeitungen, die das vertraute Paris heraufbeschwören, den einzigen Ort, an dem Maigret vollständig er selbst sein kann.

## Hintergrund
Vor und während des Zweiten Weltkriegs lebte Georges Simenon einige Jahre in der Gegend von La Rochelle, so von 1932 bis 1934 im Gut La Richardiére in Marsilly und von 1938 bis 1940 in Nieul-sur-Mer. Die Gegend bildet den Hintergrund zahlreicher Romane seines Œuvres, etwa in Das Testament Donadieu, Wellenschlag, Ankunft Allerheiligen oder Die Fantome des Hutmachers. Allerdings handelt nur ein einziger Maigret-Roman in der Gegend: Maigret und die schrecklichen Kinder. Der Reiseführer Petit futé sah in der fiktiven Ortschaft Saint-André-sur-Mer ein umgetauftes Marsilly. Guido De Croock schloss von der Lage 15 Kilometer nördlich von La Rochelle hingegen auf Nieul-sur-Mer. Der fiktive Dorfname Saint-André hatte in Simenons Leben eine andere Bedeutung: Als Primarschüler besuchte er das von katholischen Schulbrüdern geführte Institut Saint-André in Lüttich. Ein Bild des jugendlichen Simenons während seiner Tätigkeit als Journalist bei der Tageszeitung Gazette de Liège zeichnet Kapitel 6 des Romans in der Darstellung des jungen Reporters im Regenmantel mit langem Haar, ironischem Lächeln und einer großen Pfeife im Mund.

## Deutsche Übersetzung

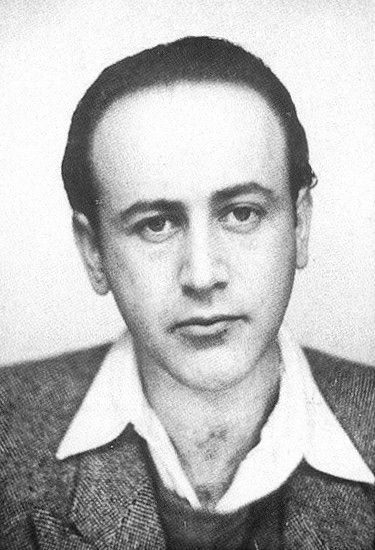
Paul Celan, hier auf einem Passfoto von 1938, übersetzte den Roman.

Maigret und die schrecklichen Kinder war nach Hier irrt Maigret die zweite Übersetzung, die Paul Celan, einer der bedeutendsten deutschsprachigen Nachkriegslyriker und Verfasser der Todesfuge, im Auftrag des Verlages Kiepenheuer & Witsch anfertigte. Für die, gemessen an Simenons simplem Stil und dem geringen Wortschatz seiner Bücher, recht einfache Arbeit erhielt der auf zusätzliche Einkünfte angewiesene Lyriker 1200 DM Honorar, davon 200 DM Vorschuss. Celans erste Übersetzung Hier irrt Maigret aus dem Jahr 1954 bewertete Stefan Zweifel im Vergleich zum Nachfolger als „weit verlässlicheren, manchmal erfrischend ungelenken“ Text, auch wenn sich der Lyriker einige übersetzerische Freiheiten erlaubte und falsche Zeitangaben einführte.
Celans Fassung von Maigret und die schrecklichen Kinder führte allerdings zu Differenzen mit dem Kölner Verlag, der dem Lyriker vorwarf, den Text durch einen Dritten, einen „Dilettanten“, übersetzt haben zu lassen, der zahlreiche Passagen „dazugedichtet“ und „ausgelassen“ habe. Celan gestand ein: „Dieser ‚Dilettant‘ bin jedoch leider ich selbst… Und wenn ich auch bekennen muss, dass mich der – meines Erachtens recht mediokre – Originaltext nicht eben inspirierte und ich ihn beim Übersetzen nicht eben als ehrfurchtsgebietendes Kunstwerk ansah, so muss ich mich dennoch ein wenig gegen den Vorwurf verwahren, zahlreiche Stellen hinzugedichtet zu haben.“
Celans Text wurde vor der Veröffentlichung im Jahr 1955 von einem Lektor des Verlagshauses komplett überarbeitet. Als die Rechte an Simenons Werk an den Diogenes Verlag übergingen, ließ dieser Hier irrt Maigret 1979 durch Elfriede Riegler neu übersetzen. Für Maigret und die schrecklichen Kinder übernahm man acht Jahre später jedoch Celans Übersetzung, die abermals überarbeitet wurde, so dass die ursprüngliche Fassung des Lyrikers laut Stefan Zweifel so weit entstellt und verwässert wurde, dass er von einer „Textleiche“ sprach. Erst im Jahr 2009 brachte Diogenes im Rahmen einer Neuedition der Maigret-Romane eine Neuübersetzung von Hainer Kober heraus, der zuvor bereits sechs andere Romane der Reihe übertragen hatte.
Auch in der Neuübersetzung beließ man den eingeführten Titel Maigret und die schrecklichen Kinder, obwohl dieser mit dem Originaltitel Maigret à l’école, den Tilman Spreckelsen als treffend und angenehm doppeldeutig kennzeichnete, nicht viel gemein hat. Für Oliver Hahn war die Titelwahl jedenfalls „ein Rätsel“. Neben der direkten Übersetzung Maigret in der Schule brachte er noch Maigret und der Lehrer oder Maigret und die schrecklichen Dorfbewohner ins Spiel, die allesamt naheliegender gewesen wären als Maigret und die schrecklichen Kinder, doch: „Nichts für ungut, mit dem Titel müssen wir wohl leben.“
Der Kampa Verlag veröffentlicht unter dem Titel Maigret in der Schule eine neue Übersetzung von Elisabeth Edl und Wolfgang Matz, zunächst 2020 als Hörbuch, gelesen von Walter Kreye.

## Rezeption

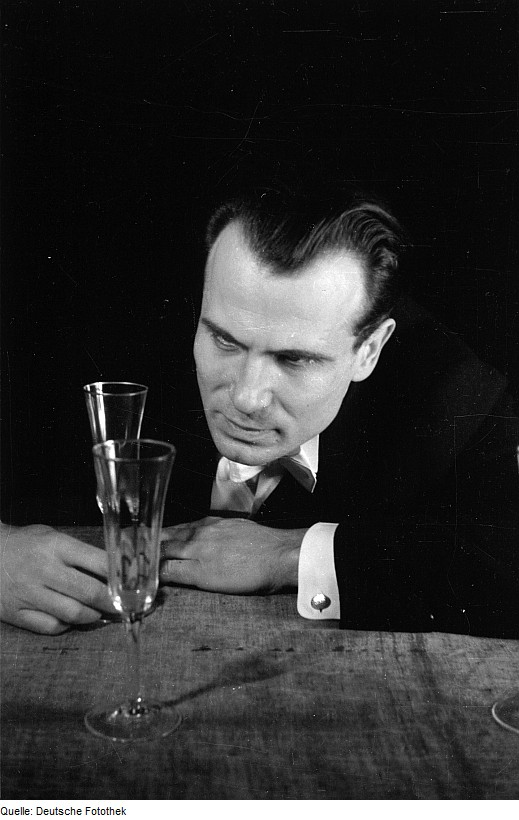
Ernst Wilhelm Borchert, hier in einer Theateraufführung von 1946, sprach den Kommissar Maigret.

Für Erdmann Steinmetz sagte Maigret und die schrecklichen Kinder „mehr als eine soziologische Abhandlung über das Leben in einem französischen Provinznest mit seiner Mischung aus Verschlagenheit, Geiz, heimlichen Lastern und der Feindseligkeit allem Fremden gegenüber“ aus. Allein die Zeichnung der Atmosphäre mache den Roman „lesenswert“. Hans Reimann befand: „Wie meist bei Simenon: gar nicht wie sonst Krimis. […] Maigret gießt diesmal kein Bier, sondern viel Weißwein hinter die Binde. Es plätschert so dahin.“ Dagegen las Oliver Hahn von maigret.de „eine der Erzählungen, die man nicht aus der Hand legen mag.“ Murielle Wenger zog das Fazit: „Dies ist ein sehr schöner, kleiner Roman“. Und Pierre Maury bekräftigte: „ein exzellenter Maigret“.
Auch Anthony Boucher sprach von einem „Edelstein“. Der Roman illustriere gleichzeitig „die geduldige und intuitive Methode des Detektivs und Simenons unglaubliche Fähigkeit, einen ganzen Ort und eine Gesellschaft durch die ökonomischsten und aufschlussreichsten Striche heraufzubeschwören.“ Ähnlich urteilte The Spectator: „Kein Romancier gleich welcher Art transportiert Ansichten, Gerüche und Klänge des provinziellen Frankreichs so ökonomisch in das geschriebene Wort.“ Laut dem Wochenmagazin John O’London’s spielen Jahreszeit und Wetter in Simenons Romanen eine ebenso obsessive Rolle wie in Tschechows Theaterstücken. Das Fazit des Rezensenten lautete: „Kein Simenon ist schlecht, aber ich denke, dieser ist einer seiner besten, und das heißt schon etwas.“ Für das amerikanische Magazin Best Sellers erzählte Simenon „erstklassige Geschichten“ mit „täuschender Leichtigkeit“. Laut The Publisher war der Roman „ein straffer und spannungsvoller Thriller“. The Illustrated London News hingegen meinte: „Sehr geschmeidig und liebenswert auf eine langweilige Art.“
Die Romanvorlage wurde viermal im Rahmen von Fernsehserien verfilmt: in den britischen TV-Serien mit Rupert Davies in Maigret (1960) und Michael Gambon (1992), sowie in französischen Fernsehfolgen mit Jean Richard in Les Enquêtes du commissaire Maigret (1971) und Bruno Cremer in Maigret (2002). Im Jahr 1958 produzierte der RIAS eine Hörspielbearbeitung von Fred von Hoerschelmann. Unter der Regie von Cläre Schimmel sprachen unter anderem Wilhelm Borchert, Walter Bluhm, Gisela Mattishent, Werner Kessel und Horst Niendorf. Erzähler war Hermann Schindler.

## Ausgaben
- Georges Simenon: Maigret à l’école. Presses de la Cité, Paris 1954 (Erstausgabe).
- Georges Simenon: Maigret und die schrecklichen Kinder. Übersetzung: Paul Celan. Kiepenheuer & Witsch, Köln 1955.
- Georges Simenon: Maigret und die schrecklichen Kinder. Übersetzung: Paul Celan. Heyne, München 1966.
- Georges Simenon: Maigret und die schrecklichen Kinder. Übersetzung: Paul Celan. Diogenes, Zürich 1987, ISBN 3-257-21574-6.
- Georges Simenon: Maigret und die schrecklichen Kinder. Sämtliche Maigret-Romane in 75 Bänden, Band 44. Übersetzung: Hainer Kober. Diogenes, Zürich 2009, ISBN 978-3-257-23844-0.
- Georges Simenon: Maigret in der Schule. Übersetzung: Elisabeth Edl und Wolfgang Matz. Kampa Verlag, Zürich 2022, ISBN 978-3-311-13044-4.